# Bernardo Clariana
Bernardo Clariana Pascual (Carlet, la Ribera Alta, 21 de julio de 1912 - Carcassona, Francia, 1962) fue un poeta español adscrito al movimiento poético conocido como la Generación del 36.

## Biografía
Profesor de latín antes de la guerra civil española, comienza a publicar poemas de inspiración «Garcilesca» como tantos otros poetas de su generación y artículos de prensa. Durante la guerra militó en el bando republicano, y la derrota de este le llevó al exilio, primero en Francia y más tarde en Cuba y Santo Domingo, para finalmente pasar casi el resto de su vida en Estados Unidos. Fue amigo de Gil Abert y Dieste. Publicó solo dos libros de poesías Ardiente desnacer de 1943 y prologado por María Zambrano y Arco Ciego de 1952 que se comenzaba con una décima de Jorge Guillén titulada Río Verde. Fue redactor en el SPANISH DESK de la radio propagandística norteamericana Voice of America durante la Segunda Guerra Mundial.